# 갈마중학교
갈마중학교(葛馬中學校)는 대한민국 대전광역시 서구 갈마동에 있는 공립 중학교이다.

## 학교 연혁
- 1981년 12월 11일 : 갈마중학교 설립 인가(27학급)
- 1982년 3월 1일 : 초대 장기완 교장 취임
- 1982년 3월 6일 : 제1회 입학식(9학급 547명)
- 1985년 2월 14일 : 제1회 졸업식(9학급 585명)
- 2023년 9월 1일 : 제17대 강선화 교장 취임
- 2024년 1월 5일 : 제40회 졸업식 27명(총 졸업생 13,986명)
- 2024년 3월 4일 : 제43회 입학식(1학급 25명)

## 참고 자료
- 갈마중학교 - 한국교육학술정보원 학교알리미